# SN 2012aw
SN 2012aw – supernowa typu II P, odkryta 16 marca 2012 roku w galaktyce NGC 3351. W momencie odkrycia miała maksymalną jasność 15m.